# Verwaltungsrecht (Frankreich)
Das Verwaltungsrecht (frz. droit administratif) in Frankreich bildet den größten Teil des dortigen öffentlichen Rechts. Es besteht eine eigene Verwaltungsgerichtsbarkeit.

## Geschichte
Die Geburtsstunde des modernen Verwaltungsrecht schlug mit der französischen Revolution von 1789. Das noch heute gültige Gesetz vom 16. und 24. August 1790 statuierte die Trennung von Exekutive und Judikative, die in einer eigenen Gerichtsbarkeit für Verwaltungsstreitigkeiten mündete. 1799 (An VIII) entstand der Conseil d’État, der noch heute als oberstes Verwaltungsgericht fungiert.

## Rechtsquellen
Frankreich kennt kein kodifiziertes Verwaltungsrecht. Es bestehen zwar zahlreiche Verordnungen und Gesetze, doch bestehen diese nur verstreut in Bezug auf spezifische Einzelfragen. Der Code administratif ist keine systematische Abhandlung des Verwaltungsrechts wie etwa der Code civil für das Privatrecht, sondern eine alphabetische Textsammlung. Das Verwaltungsrecht ist mithin zwar kein Richterrecht, doch ein sog. prätorisches Recht (droit prétorien). Begünstigt durch den knappen, fast lakonischen Urteilsstil der französischen Rechtsprechung führt dies oft zu einem beträchtlichen Maß an Rechtsunsicherheit.